# Bomberman Land Touch! 2
Bomberman Land Touch! 2, conocido en Japón como Touch! Bomberman Land Star Bomber's Miracle World, es un videojuego de puzles y minijuegos protagonizado por Bomberman y desarrollado por Hudson Soft para Nintendo DS. Es la secuela directa de Bomberman Land Touch!.
Bomberman Land Touch! 2 pertenece a la saga de Bomberman Land, siendo de los primeros de la saga en llegar de forma oficial al mercado fuera de Japón, y, al igual que su predecesor, es un spin-off dentro de los juegos pertenecientes a Bomberman, el cual está enfocado a unos cuantos minijuegos relacionados en torno a los juegos de Bomberman, esta vez con un control clásico respecto a los juegos de Bomberman.
Se trata del cuarto juego de Bomberman lanzado para Nintendo DS y el tercero en utilizar la conexión Wi-Fi de Nintendo. Utilizando el "Bomberman Battle Pack 2", el juego puede conectarse en conexión local inalámbrica a Bomberman Story DS y en las batallas por Wi-Fi.

## Trama
En el comienzo del juego en el Modo Historia, Blanco Alegre y sus amigos se encuentran viajando en barco hacia Reino Bum-bum, un parque temático perteneciente a un mago conocido como Bombero Estrella. Oro Grande, un amigo de Blanco Alegre, había planeado originalmente llevar a Rosa Linda a la isla por un día, pero finalmente Blanco Alegre y sus amigos vinieron con ellos también. El Modo Historia sigue los pasos de Blanco Alegre explorando el parque temático de Reino Bum-bum y participando en sus atracciones.

## Multijugador
Bomberman Land Touch! 2, al igual que Bomberman Story DS, contiene el modo "Bomberman Battle Pack 2". Cualquier juego que contenga estos "Battle Packs" o packs de batalla son compatibles unos con otros en el Modo Batalla. Por lo tanto, los jugadores de Bomberman Story DS pueden conectarse mediante área local inalámbrica y mediante la conexión Wi-Fi de Nintendo con los jugadores de Bomberman Land Touch! 2. Actualmente se desconoce si próximos juegos de Bomberman tendrán esta característica del pack de batalla, pero es probable que así sea.
También es posible que este pack de batalla sea un método para aumentar el hecho de jugar mediante conexión Wi-Fi a través de múltiples juegos.